# بحر محترق

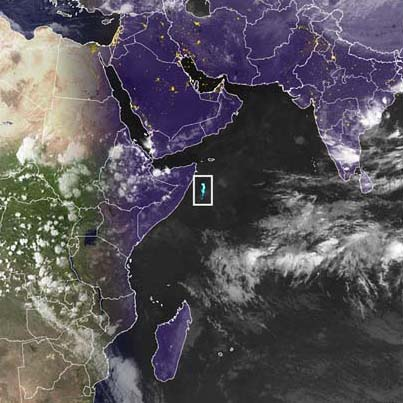

بحر محترق هي حالة تظهر في المحيط تتحول فيها مناطق واسعة في مياه البحر (تصل إلى 6000 ميل مربع) إلى مساحة مليئة ببكتيريا الضوء البارد، مما يتسبب في توهج المحيط في الليل. عرف تاريخ البحارة حالات كثيرة تم سردها في حكايات لقرون ولكن حتى وقت قريب لم تكن موثقة بدقة. هناك 235 مشاهدة للبحر المحترق منذ 1915 معظمها يتركز في شمال غرب المحيط الهندي والقريبة من الصومال.